# Hyndluljóð
Hyndluljóð ou O Canto de Hyndla é um poema em nórdico antigo ocidental que com frequência é considerado parte do Edda poética. Todavia não está no Codex Regius, embora tenha sido  preservado em sua totalidade no Flateyjarbók. Algumas de suas estrofes são citadas no Edda em prosa, onde se mencionam como pertencentes a Völuspá hin skamma.
Na mitologia nórdica, Hyndla era uma gigante e uma völva, isto é, uma mulher vidente, que em êxtase profético podia ver o futuro.